# Yusuf al-'Azma
Yūsuf al-ʿAzma (Damasco, 1884 – Khan Maysalun, 24 luglio 1920) è stato un militare arabo-siriano. Dal 1918 al 1920 fu ministro della Guerra e Capo di Stato Maggiore del re Faysal ibn al-Husayn.

## Biografia
Yūsuf al-ʿAzma (in arabo يوسف العظمة‎?), o Yusuf al-ʿAzmeh, Yousef Al-Azama, Yusuf Al-Azmeh, Yousef Al-Azmeh, nacque nel vecchio quartiere damasceno di al-Shāghūr. Suo padre era funzionario dell'Ufficio delle Finanze della città di Homs e sua madre, Leila Sherbaji, apparteneva a una grande famiglia di Damasco. Nel 1906 Yūsuf al-ʿAzma conseguì il suo diploma all'Accademia militare ottomana d'Istanbul. Generale ottomano durante la prima guerra mondiale.
Nel 1920, avendo la Società delle Nazioni accordato un Mandato ai francesi in Siria (grazie ai segretissimi Accordi Sykes-Picot in cui Regno Unito e Francia avevano deciso di spartirsi i territori ottomani, vanificando tutte le promesse fatte precedentemente agli arabi d'indipendenza) il generale Gouraud lanciò un ultimatum contro il governo siriano, imponendogli che le armi fossero deposte.
Non potendo resistere ai superiori mezzi francesi, la Siria accettò suo malgrado di porsi sotto il controllo francese, ma Yūsuf al-ʿAzma rifiutò quella decisione pragmatica ma disfattista e formò un esercito di suoi partigiani. Stimato forte di 5000 effettivi, quell'esercito accolse ogni volontario, ivi compresi i beduini. Yūsuf al-ʿAzma sapeva bene che non avrebbe potuto sconfiggere i francesi con quella forza, ma col suo agire volle sottolineare che i siriani non avrebbero mai dovuto accettare supinamente un mandato sul loro paese.
Il 24 luglio 1920 Yūsuf al-ʿAzma lasciò Damasco per Khān Maysalūn, ove egli condusse la sua eroica ma disperata battaglia contro le forze francesi del generale Gouraud, trovando la morte nel combattimento, che permise alle forze francesi di entrare a Damasco il 25 luglio 1920. Yūsuf al-ʿAzma è considerato un eroe nazionale in Siria e una sua statua si erge a Damasco, mentre numerose vie nel Paese portano il suo nome in segno di omaggio postumo.